# 大港头镇
大港头镇，是中华人民共和国浙江省丽水市莲都区下辖的一个乡镇级行政单位。

## 行政区划
大港头镇下辖以下地区：
大港头社区、大港头村、河边村、河边金村、玉溪村、（石玄）头嘴村、连河村、石候村、栋村、利山村、西黄村、小井村、河村、西坑口村、小山村、上庄村、黄田村、均溪村、北埠村、杨山村、张山村、石桥村和山回村。